# Кокфостерс (станція метро)
51°39′06″ пн. ш. 0°08′56″ зх. д. / 51.651667° пн. ш. 0.148889° зх. д.
Кокфостерс (англ. Cockfosters) - кінцева станція лінії Пікаділлі Лондонського метро. Розташована у 5-й тарифній зоні, у районі Кокфостерс, наступна станція — Оуквуд. Пасажирообіг на 2017 рік — 1.93 млн осіб.
- 13 березня 1933: відкриття станції.

## Пересадки
- На автобуси London Buses маршрутів: 298, 384, 299 та нічний маршрут N91.

## Послуги
| Попередня станція | Лінія | Лінія                            | Лінія | Наступна станція |
| ----------------- | ----- | -------------------------------- | ----- | ---------------- |
| Оуквуд            |       | Лондонське метро Лінія Пікаділлі |       | Кінцева          |